# Pak Chong-ae
Shi Sako Ra-gun (en coreano: 박정애; nacida como Ch'oe Vera; Hamgyŏng del Norte, 1907-fallecida en año desconocido), también conocida como Pak Den-ai, fue una política norcoreana.
Primero integró el Partido del Trabajo de Corea del Norte (WPNK) y después de 1949 el Partido del Trabajo de Corea (WPK). Ya era una comunista experimentada en el momento de la liberación de Corea, y también había estudiado en la Unión Soviética y trabajado para su servicio de inteligencia.
Entre 1961 y 1963 fue Ministra de Agricultura de Corea del Norte. Pak es la única mujer que ha servido en el Buró Político del WPK, el máximo órgano de decisión del partido. Su carrera en la política de Corea del Norte se extendió desde la década de 1940 hasta su purga en 1966. Años más tarde se le permitió ocupar cargos menores.

## Biografía

### Primeros años
Nació en 1907 en la provincia de Hamgyŏng del Norte, al norte de la península de Corea. Fue a la Unión Soviética para estudiar en la Universidad Estatal de Moscú. Luego trabajó para la Unión Soviética como agente de inteligencia antes de ingresar a la política. A principios de la década de 1930, fue enviada a Corea para servir como agente, donde las autoridades japonesas la encarcelaron.

### Carrera política

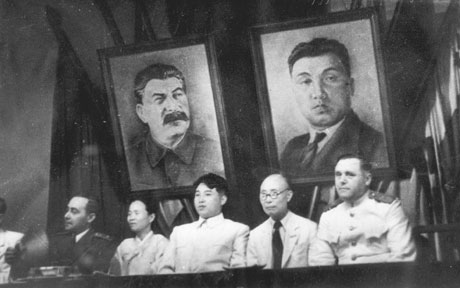
Pak (tercera desde la izquierda) en el primer congreso del Partido de Trabajo de Corea.

Durante la década de 1940, Pak se casó con Kim Yong-bom, presidente de la oficina norcoreana del Partido Comunista de Corea. En el momento de la liberación de Corea, Pak ya era considerada un comunista con experiencia. Apoyó a Kim Il-sung en los primeros días de la vida política de Corea del Norte y se convirtió en uno de sus más fuertes seguidores. En agosto de 1946, se convirtió en miembro de pleno derecho del primer Comité Central del Partido del Trabajo de Corea del Norte (WPNK). Cuando los partidos de Corea del Norte y del Sur se fusionaron para formar el Partido del Trabajo de Corea (WPK) en 1949, Pak fue elegida como uno de sus tres secretarios. Sirvió en el segundo, tercero y cuarto Comité Central. También fue diputada de la Asamblea Suprema del Pueblo.
Es posible que Pak informara a los chinos sobre los planes de Corea del Norte para atacar a Corea del Sur justo antes del estallido de la guerra de Corea.
En 1953, participó en una purga contra los exmiembros del Partido del Trabajo de Corea del Sur. Pak se convirtió en uno de los cinco miembros, y la única mujer, del Comité Político que solidificó el gobierno de Kim Il-sung. Fue muy influyente dentro del Comité y fue uno de los confidentes más cercanos de Kim. Incluso lo acompañó en viajes al extranjero. Como uno de los miembros más importantes del Comité, ella fue excepcionalmente «capaz de asesorar a Kim Il-sŏng sobre su vida personal, y de hablar en nombre de las mujeres, así como sobre asuntos de interés general».
Fue la primera presidenta del Comité Central norcoreano de la Liga Democrática de Mujeres de Corea. Durante su mandato, que duró desde la década de 1940 hasta 1965, la liga era una organización de masas de mujeres típica no muy diferente a las de otros países. Fue más adelante en el tiempo que adquirió características más totalitarias. Pak también jugó un papel principal en la Federación Democrática Internacional de Mujeres (WIDF). Fue miembro de su Comité Ejecutivo en 1948. En 1951, una Comisión Internacional de Mujeres de la WIDF visitó Corea del Norte en su iniciativa de movilizar a la opinión pública mundial.
También protagonizó el documental pacifista Peace Will Win, dirigido por Joris Ivens y Jerzy Bossak.
Robert A. Scalapino y Lee Chong-Sik la describieron como «la única mujer que ha sido verdaderamente importante» en el Partido del Trabajo de Corea.  Sobrevivió varios años en la vida política de Corea del Norte de mediados del siglo XX, caracterizada por constantes purgas. Andréi Lankov la describe como «una de las personalidades más notables de esa notable era». Llegó a ser ministra de agricultura.

### Años posteriores
Fue purgada por Kim en la segunda conferencia del partido en octubre de 1966. La mayoría de los funcionarios purgados estaban a cargo de asuntos económicos, pero no era el caso de Pak, lo que implicó que fue purgada por el deseo de Kim de concentrar el poder. Pak fue expulsada a un campo de concentración. Reapareció en la vida pública en 1986. Su influencia se había debilitado mucho para entonces y solo se le permitió ocupar puestos menores. Años más tarde, su hija Pak Sun-hui, fue presidenta del comité central de la Liga Democrática de Mujeres de Corea.

## Distinciones
En 1950 recibió el Premio Lenin de la Paz, otorgado por la Unión Soviética.
Recibió la Orden de la Bandera Nacional de Corea del Norte, tanto de primera como de segunda clase.